# Horvátország a 2000. évi nyári olimpiai játékokon
Horvátország az ausztráliai Sydneyben megrendezett 2000. évi nyári olimpiai játékok egyik részt vevő nemzete volt. Az országot az olimpián 12 sportágban 88 sportoló képviselte, akik összesen 2 érmet szereztek.

## Érmesek
| Érem  | Versenyző | Sportág    | Versenyszám   |
| ----- | --- | ---------- | ------------- |
| Arany | Nikolaj Pešalov | Súlyemelés | Férfi 62 kg   |
| Bronz | Igor Francetić Tihomir Franković Tomislav Smoljanović Nikša Skelin Siniša Skelin Krešimir Čuljak Igor Boraska Branimir Vujević Silvijo Petriško | Evezés     | Férfi nyolcas |

## Asztalitenisz
Férfi
| Versenyző      | Versenyszám | Selejtező         | Csoportkör        | Csoportkör | 32-es főtábla                             | Nyolcaddöntő      | Negyeddöntő       | Elődöntő          | Döntő             | Helyezés |
| Versenyző      | Versenyszám | Ellenfél Eredmény | Ellenfél Eredmény | Hely.      | Ellenfél Eredmény                         | Ellenfél Eredmény | Ellenfél Eredmény | Ellenfél Eredmény | Ellenfél Eredmény | Helyezés |
| -------------- | ----------- | ----------------- | ----------------- | ---------- | ----------------------------------------- | ----------------- | ----------------- | ----------------- | ----------------- | -------- |
| Zoran Primorac | Egyes       |                   | erőnyerő          | erőnyerő   | Taszaki Tosio (JPN) · 23–25, 16–21, 17–21 | kiesett           | kiesett           | kiesett           | kiesett           | 17.      |

Női
| Versenyző                      | Versenyszám | Selejtező         | Csoportkör | Csoportkör | 32-es főtábla                                         | Nyolcaddöntő                                                                    | Negyeddöntő                                               | Elődöntő          | Döntő             | Helyezés |
| Versenyző                      | Versenyszám | Ellenfél Eredmény | Ellenfél Eredmény | Hely.      | Ellenfél Eredmény                                     | Ellenfél Eredmény                                                               | Ellenfél Eredmény                                         | Ellenfél Eredmény | Ellenfél Eredmény | Helyezés |
| ------------------------------ | ----------- | ----------------- | --- | ---------- | ----------------------------------------------------- | ------------------------------------------------------------------------------- | --------------------------------------------------------- | ----------------- | ----------------- | -------- |
| Boros Tamara                   | Egyes       |                   | erőnyerő | erőnyerő   | Lijuan Geng (CAN) · 21–18, 19–21, 23–21, 27–29, 14–21 | kiesett                                                                         | kiesett                                                   | kiesett           | kiesett           | 17.      |
| Eldijana Aganović              | Egyes       |                   | D csoport · Stella Zhou (AUS) · 21–18, 20–22, 19–21, 21–18, 21–18 · Gao Jun (USA) · 18–21, 15–21, 5–21                                    | 2.         | kiesett                                               | kiesett                                                                         | kiesett                                                   | kiesett           | kiesett           | 33.      |
| Eldijana Aganović              | Egyes       |                   | H csoport · Marisel Ramírez (CUB) · 21–13, 21–9, 21–8 · Jia Liu (AUT) · 17–21, 21–19, 12–21, 7–21                                         | 2.         | kiesett                                               | kiesett                                                                         | kiesett                                                   | kiesett           | kiesett           | 33.      |
| Eldijana Aganović Boros Tamara | Páros       | erőnyerő          | G csoport · Tajvan (TPE) · Tsui Hsiu-Li · Yu Feng-Yun · 23–25, 21–18, 21–10 · Nigéria (NGR) · Bose Kaffo · Funke Oshonaike · 21–14, 21–15 | 1.         |                                                       | Szingapúr (SIN) · Jing Jun Hong · Li Jia Wei · 21–16, 15–21, 9–21, 27–25, 25–23 | Kína (CHN) · Li Ju · Vang Nan · 23–21, 14–21, 12–21, 5–21 | kiesett           | kiesett           | 5.       |

## Atlétika
Férfi
| Versenyző                                                     | Versenyszám     | Előfutam | Előfutam | Előfutam | Negyeddöntő | Negyeddöntő | Negyeddöntő | Elődöntő | Elődöntő | Elődöntő | Döntő   | Döntő    |
| Versenyző                                                     | Versenyszám     | Idő      | Hely.    | Össz.    | Idő         | Hely.       | Össz.       | Idő      | Hely.    | Össz.    | Idő     | Helyezés |
| ------------------------------------------------------------- | --------------- | -------- | -------- | -------- | ----------- | ----------- | ----------- | -------- | -------- | -------- | ------- | -------- |
| Dejan Vojnović                                                | 100 m           | 10,50    | 6.       | 49.*     | kiesett     | kiesett     | kiesett     | kiesett  | kiesett  | kiesett  | kiesett | kiesett  |
| Branko Zorko                                                  | 1500 m          | 3:46,16  | 12.      | 36.      |             |             |             | kiesett  | kiesett  | kiesett  | kiesett | kiesett  |
| Darko Juričić                                                 | 400 m gát       | 52,39    | 6.       | 56.      |             |             |             | kiesett  | kiesett  | kiesett  | kiesett | kiesett  |
| Slaven Krajačić Dejan Vojnović Siniša Ergotić Tihomir Buinjac | 4 × 100 m váltó | 39,87    | 6.       | 29.      |             |             |             | kiesett  | kiesett  | kiesett  | kiesett | kiesett  |
| Elvis Peršić Nino Habun Frano Bakarić Darko Juričić           | 4 × 400 m váltó | kizárták | kizárták | kizárták |             |             |             | kiesett  | kiesett  | kiesett  | kiesett | kiesett  |

| Versenyző          | Versenyszám   | Selejtező | Selejtező | Döntő    | Döntő    |
| Versenyző          | Versenyszám   | Eredmény  | Helyezés  | Eredmény | Helyezés |
| ------------------ | ------------- | --------- | --------- | -------- | -------- |
| Siniša Ergotić     | Távolugrás    | 753 cm    | 36.       | kiesett  | kiesett  |
| Stevimir Ercegovac | Súlylökés     | 18,98 m   | 24.       | kiesett  | kiesett  |
| Dragan Mustapić    | Diszkoszvetés | 58,10 m   | 34.       | kiesett  | kiesett  |
| Andraš Haklić      | Kalapácsvetés | 72,66 m   | 29.       | kiesett  | kiesett  |

Női
| Versenyző       | Versenyszám | Előfutam | Előfutam | Előfutam | Negyeddöntő | Negyeddöntő | Negyeddöntő | Elődöntő | Elődöntő | Elődöntő | Döntő   | Döntő    |
| Versenyző       | Versenyszám | Idő      | Hely.    | Össz.    | Idő         | Hely.       | Össz.       | Idő      | Hely.    | Össz.    | Idő     | Helyezés |
| --------------- | ----------- | -------- | -------- | -------- | ----------- | ----------- | ----------- | -------- | -------- | -------- | ------- | -------- |
| Kristina Perica | 400 m       | 53,72    | 6.       | 39.      | kiesett     | kiesett     | kiesett     | kiesett  | kiesett  | kiesett  | kiesett | kiesett  |

| Versenyző       | Versenyszám   | Selejtező | Selejtező | Döntő    | Döntő    |
| Versenyző       | Versenyszám   | Eredmény  | Helyezés  | Eredmény | Helyezés |
| --------------- | ------------- | --------- | --------- | -------- | -------- |
| Blanka Vlašić   | Magasugrás    | 192 cm    | 17.       | kiesett  | kiesett  |
| Ivana Brkljačić | Kalapácsvetés | 65,01 m   | 5.        | 63,20 m  | 11.      |

* - egy másik versenyzővel azonos eredményt ért el

## Evezés
Férfi
| Versenyző | Versenyszám              | Előfutam | Előfutam | Vigaszág | Vigaszág | Elődöntő | Elődöntő | Elődöntő | Döntő | Döntő   | Döntő | Helyezés |
| Versenyző | Versenyszám              | Idő      | Hely.    | Idő      | Hely.    | Típus    | Idő      | Hely.    | Típus | Idő     | Hely. | Helyezés |
| --- | ------------------------ | -------- | -------- | -------- | -------- | -------- | -------- | -------- | ----- | ------- | ----- | -------- |
| Ivan Jukić Tihomir Jarnjević | Kétpárevezős             | 6:39,69  | 5.       | 6:43,60  | 4.       |          |          |          | C     | 6:31,78 | 2.    | 14.      |
| Oliver Martinov Ninoslav Saraga | Kormányos nélküli kettes | 6:52,57  | 3.       |          |          | A/B      | 6:46,00  | 6.       | B     | 6:35,18 | 2.    | 8.       |
| Igor Francetić Tihomir Franković Tomislav Smoljanović Nikša Skelin Siniša Skelin Krešimir Čuljak Igor Boraska Branimir Vujević Silvijo Petriško | Nyolcas                  | 5:33,33  | 1.       |          |          |          |          |          | A     | 5:34,85 | 3.    |          |

## Kajak-kenu

### Síkvízi
Férfi
| Versenyző                   | Versenyszám       | Előfutam | Előfutam | Előfutam | Elődöntő | Elődöntő | Elődöntő | Döntő   | Döntő    |
| Versenyző                   | Versenyszám       | Idő      | Hely.    | Össz.    | Idő      | Hely.    | Össz.    | Idő     | Helyezés |
| --------------------------- | ----------------- | -------- | -------- | -------- | -------- | -------- | -------- | ------- | -------- |
| Nikica Ljubek               | Kenu egyes 1000 m | 4:10,954 | 9.       | 17.      | kiesett  | kiesett  | kiesett  | kiesett | kiesett  |
| Nikica Ljubek Dražen Funtak | Kenu kettes 500 m | 1:45,567 | 6.       | 9.       | 1:46,955 | 6.       | 6.       | kiesett | kiesett  |

### Szlalom
| Versenyző     | Versenyszám       | Selejtező | Selejtező | Selejtező | Selejtező | Selejtező  | Selejtező  | Döntő    | Döntő    | Döntő    | Döntő    | Döntő      | Döntő      |
| Versenyző     | Versenyszám       | 1. futam  | 1. futam  | 2. futam  | 2. futam  | Összesítés | Összesítés | 1. futam | 1. futam | 2. futam | 2. futam | Összesítés | Összesítés |
| Versenyző     | Versenyszám       | Pont      | Hely.     | Pont      | Hely.     | Pont       | Hely.      | Pont     | Hely.    | Pont     | Hely.    | Pont       | Helyezés   |
| ------------- | ----------------- | --------- | --------- | --------- | --------- | ---------- | ---------- | -------- | -------- | -------- | -------- | ---------- | ---------- |
| Andrej Glucks | Férfi kajak egyes | 128,76    | 8.        | 134,90    | 18.       | 263,66     | 15.        | 115,16   | 11.      | 115,06   | 13.      | 230,22     | 11.        |
| Danko Herceg  | Férfi kenu egyes  | 138,59    | 12.       | 137,23    | 7.        | 275,82     | 11.        | 125,87   | 10.      | 122,90   | 9.       | 248,77     | 10.        |

## Röplabda

### Női
| Horvát női röplabdacsapat-játékoskeret                                                                | Horvát női röplabdacsapat-játékoskeret                                               |
| --- | ------------------------------------------------------------------------------------ |
| - Barbara Jelić - Beti Rimac - Biljana Gligorović - Elena Čebukina - Gordana Jurčan - Ingrid Šišković | - Marija Anzulović - Marijana Ribičić - Nataša Leto - Patricia Daničić - Vesna Jelić |

#### Eredmények
Csoportkör
A csoport
|                        |      | Mérkőzések | Mérkőzések | Szettek | Szettek | Szettek | Pontok | Pontok | Pontok |
| Csapat                 | Pont | Gy         | V          | Sz+     | Sz–     | SzA     | P+     | P–     | PA     |
| ---------------------- | ---- | ---------- | ---------- | ------- | ------- | ------- | ------ | ------ | ------ |
| Brazília (BRA)         | 10   | 5          | 0          | 15      | 1       | 15,000  | 395    | 272    | 1,452  |
| Egyesült Államok (USA) | 9    | 4          | 1          | 13      | 4       | 3,250   | 392    | 306    | 1,281  |
| Horvátország (CRO)     | 8    | 3          | 2          | 9       | 9       | 1,000   | 411    | 389    | 1,057  |
| Kína (CHN)             | 7    | 2          | 3          | 8       | 9       | 0,889   | 371    | 365    | 1,016  |
| Ausztrália (AUS)       | 6    | 1          | 4          | 4       | 13      | 0,308   | 303    | 408    | 0,743  |
| Kenya (KEN)            | 5    | 0          | 5          | 2       | 15      | 0,133   | 280    | 412    | 0,680  |

| 2000. szeptember 16. 14:30 | Horvátország (CRO)           | 3–1 | Ausztrália (AUS) | Nézőszám: 7330 Játékvezető: Juan Angel Pereyra (ARG), Mahmoud Hosni Abdel Megid (EGY) |
| 2000. szeptember 16. 14:30 | (25–21, 22–25, 25–14, 25–16) |     |                  | Nézőszám: 7330 Játékvezető: Juan Angel Pereyra (ARG), Mahmoud Hosni Abdel Megid (EGY) |

| 2000. szeptember 18. 12:00 | Kína (CHN)                   | 1–3 | Horvátország (CRO) | Nézőszám: 3266 Játékvezető: Jose Ramon Perez Vento (CUB), Klaus Fezer (GER) |
| 2000. szeptember 18. 12:00 | (25–23, 28–26, 20–25, 15–25) |     |                    | Nézőszám: 3266 Játékvezető: Jose Ramon Perez Vento (CUB), Klaus Fezer (GER) |

| 2000. szeptember 20. 20:30 | Horvátország (CRO)    | 0–3 | Egyesült Államok (USA) | Nézőszám: 8457 Játékvezető: Kim Kun-Tae (KOR), Songsak Chareonpong (THA) |
| 2000. szeptember 20. 20:30 | (19–25, 18–25, 16–25) |     |                        | Nézőszám: 8457 Játékvezető: Kim Kun-Tae (KOR), Songsak Chareonpong (THA) |

| 2000. szeptember 22. 18:30 | Horvátország (CRO)    | 0–3 | Brazília (BRA) | Nézőszám: 8217 Játékvezető: Jose Ramon Perez Vento (CUB), Paolo Porcari (ITA) |
| 2000. szeptember 22. 18:30 | (21–25, 23–25, 23–25) |     |                | Nézőszám: 8217 Játékvezető: Jose Ramon Perez Vento (CUB), Paolo Porcari (ITA) |

| 2000. szeptember 24. 10:00 | Kenya (KEN)                  | 1–3 | Horvátország (CRO) | Nézőszám: 4686 Játékvezető: Abdulkhaleq Isa Al Sabah (BRN), Songsak Chareonpong (THA) |
| 2000. szeptember 24. 10:00 | (25–18, 16–25, 18–25, 18–25) |     |                    | Nézőszám: 4686 Játékvezető: Abdulkhaleq Isa Al Sabah (BRN), Songsak Chareonpong (THA) |

Negyeddöntő
| 2000. szeptember 26. 12:30 | Horvátország (CRO)    | 0–3 | Kuba (CUB) | Nézőszám: 6308 Játékvezető: Kim Kun-Tae (KOR), Takashi Shimoyama (JPN) |
| 2000. szeptember 26. 12:30 | (18–25, 23–25, 21–25) |     |            | Nézőszám: 6308 Játékvezető: Kim Kun-Tae (KOR), Takashi Shimoyama (JPN) |

Az 5–8. helyért
| 2000. szeptember 27. 10:00 | Németország (GER)            | 3–1 | Horvátország (CRO) | Nézőszám: 4571 Játékvezető: Mahmoud Hosni Abdel Megid (EGY), Paolo Porcari (ITA) |
| 2000. szeptember 27. 10:00 | (27–25, 27–29, 25–21, 25–18) |     |                    | Nézőszám: 4571 Játékvezető: Mahmoud Hosni Abdel Megid (EGY), Paolo Porcari (ITA) |

A 7. helyért
| 2000. szeptember 28. 12:30 | Horvátország (CRO)           | 3–1 | Dél-Korea (KOR) | Nézőszám: 5398 Játékvezető: Ivan Golianski (RUS), Ray Harris (AUS) |
| 2000. szeptember 28. 12:30 | (25–18, 24–26, 25–22, 25–21) |     |                 | Nézőszám: 5398 Játékvezető: Ivan Golianski (RUS), Ray Harris (AUS) |

| Csapat             | Helyezés |
| ------------------ | -------- |
| Horvátország (CRO) | 7.       |

## Sportlövészet
Férfi
| Versenyző      | Versenyszám          | Selejtező | Selejtező | Döntő   | Döntő    |
| Versenyző      | Versenyszám          | Pont      | Helyezés  | Pont    | Helyezés |
| -------------- | -------------------- | --------- | --------- | ------- | -------- |
| Roman Špirelja | Gyorstüzelő pisztoly | 578       | 15.*      | kiesett | kiesett  |

Női
| Versenyző         | Versenyszám           | Selejtező | Selejtező | Döntő   | Döntő    |
| Versenyző         | Versenyszám           | Pont      | Helyezés  | Pont    | Helyezés |
| ----------------- | --------------------- | --------- | --------- | ------- | -------- |
| Mladenka Maleniča | Légpuska              | 393       | 9.*****   | kiesett | kiesett  |
| Mladenka Maleniča | Sportpuska, összetett | 571       | 26.**     | kiesett | kiesett  |

* - egy másik versenyzővel azonos eredményt ért el

** - két másik versenyzővel azonos eredményt ért el

***** - öt másik versenyzővel azonos eredményt ért el

## Súlyemelés
Férfi
| Versenyző       | Versenyszám | Szakítás | Szakítás | Lökés    | Lökés    | Összesen | Helyezés |
| Versenyző       | Versenyszám | Eredmény | Helyezés | Eredmény | Helyezés | Összesen | Helyezés |
| --------------- | ----------- | -------- | -------- | -------- | -------- | -------- | -------- |
| Nikolaj Pešalov | 62 kg       | 150,0    | 1.       | 175,0    | 1.*      | 325,0    |          |

## Taekwondo
Női
| Versenyző     | Versenyszám | Selejtező         | Negyeddöntő             | Elődöntő                    | Vigaszág negyeddöntő | Vigaszág elődöntő             | Bronz- mérkőzés                 | Döntő             | Helyezés |
| Versenyző     | Versenyszám | Ellenfél Eredmény | Ellenfél Eredmény       | Ellenfél Eredmény           | Ellenfél Eredmény    | Ellenfél Eredmény             | Ellenfél Eredmény               | Ellenfél Eredmény | Helyezés |
| ------------- | ----------- | ----------------- | ----------------------- | --------------------------- | -------------------- | ----------------------------- | ------------------------------- | ----------------- | -------- |
| Nataša Vezmar | Nehézsúly   | erőnyerő          | Ireane Ruíz (ESP) · 7-4 | Natalja Ivanova (RUS) · 4-6 |                      | Mounia Bourguigue (MAR) · 4-1 | Dominique Bosshart (CAN) · 8-11 |                   | 4.       |

## Tenisz
Férfi
| Versenyző                    | Versenyszám | 64-es főtábla                        | 32-es főtábla                                                       | Nyolcaddöntő                     | Negyeddöntő       | Elődöntő          | Bronz- mérkőzés   | Döntő             | Helyezés |
| Versenyző                    | Versenyszám | Ellenfél Eredmény                    | Ellenfél Eredmény                                                   | Ellenfél Eredmény                | Ellenfél Eredmény | Ellenfél Eredmény | Ellenfél Eredmény | Ellenfél Eredmény | Helyezés |
| ---------------------------- | ----------- | ------------------------------------ | ------------------------------------------------------------------- | -------------------------------- | ----------------- | ----------------- | ----------------- | ----------------- | -------- |
| Ivan Ljubičić                | Egyes       | Dominik Hrbatý (SVK) · 6–1, 1–6, 6–3 | Kevin Ullyett (ZIM) · 6–2, 4–6, 6–4                                 | Gustavo Kuerten (BRA) · 6–7, 3–6 | kiesett           | kiesett           | kiesett           | kiesett           | 9.       |
| Goran Ivanišević             | Egyes       | Àlex Corretja (ESP) · 6–7, 6–7       | kiesett                                                             | kiesett                          | kiesett           | kiesett           | kiesett           | kiesett           | 33.      |
| Mario Ančić Goran Ivanišević | Páros       |                                      | Venezuela (VEN) · Jimy Szymanski · José Antonio de Armas · 2–6, 6–7 | kiesett                          | kiesett           | kiesett           | kiesett           | kiesett           | 17.      |

Női
| Versenyző                 | Versenyszám | 64-es főtábla                   | 32-es főtábla                                                     | Nyolcaddöntő      | Negyeddöntő       | Elődöntő          | Bronz- mérkőzés   | Döntő             | Helyezés |
| Versenyző                 | Versenyszám | Ellenfél Eredmény               | Ellenfél Eredmény                                                 | Ellenfél Eredmény | Ellenfél Eredmény | Ellenfél Eredmény | Ellenfél Eredmény | Ellenfél Eredmény | Helyezés |
| ------------------------- | ----------- | ------------------------------- | ----------------------------------------------------------------- | ----------------- | ----------------- | ----------------- | ----------------- | ----------------- | -------- |
| Silvija Talaja            | Egyes       | Neyssa Étienne (HAI) · 6–1, 6–0 | Silvia Farina Elia (ITA) · 6–3, 4–6, 4–6                          | kiesett           | kiesett           | kiesett           | kiesett           | kiesett           | 17.      |
| Iva Majoli                | Egyes       | Anne Kremer (LUX) · 2–6, 4–6    | kiesett                                                           | kiesett           | kiesett           | kiesett           | kiesett           | kiesett           | 33.      |
| Iva Majoli Silvija Talaja | Páros       |                                 | Belgium (BEL) · Els Callens · Dominique Van Roost · 2–6, 5–7, 2–6 | kiesett           | kiesett           | kiesett           | kiesett           | kiesett           | 17.      |

## Úszás
Férfi
| Versenyző                                               | Versenyszám            | Előfutam | Előfutam | Előfutam | Elődöntő | Elődöntő | Elődöntő | Döntő   | Döntő    |
| Versenyző                                               | Versenyszám            | Idő      | Hely.    | Össz.    | Idő      | Hely.    | Össz.    | Idő     | Helyezés |
| ------------------------------------------------------- | ---------------------- | -------- | -------- | -------- | -------- | -------- | -------- | ------- | -------- |
| Marijan Kanjer                                          | 50 m gyors             | 23,16    | 5.       | 32.      | kiesett  | kiesett  | kiesett  | kiesett | kiesett  |
| Duje Draganja                                           | 100 m gyors            | 49,83    | 1.       | 16.      | 49,67    | 5T .     | 11.*     | kiesett | kiesett  |
| Goran Kožulj                                            | 100 m hát              | 55,43    | 4.       | 8.       | 56,26    | 6.       | 14.      | kiesett | kiesett  |
| Goran Kožulj                                            | 200 m hát              | 2:00,19  | 3.       | 9.       | 1:59,56  | 3.       | 6.       | 1:59,38 | 8.       |
| Marko Strahija                                          | 200 m hát              | 2:00,72  | 4.       | 12.      | 1:59,85  | 5.       | 9.       | kiesett | kiesett  |
| Marko Strahija                                          | 100 m hát              | 56,26    | 6.       | 19.*     | kiesett  | kiesett  | kiesett  | kiesett | kiesett  |
| Vanja Rogulj                                            | 100 m mell             | 1:03,58  | 6.       | 30.      | kiesett  | kiesett  | kiesett  | kiesett | kiesett  |
| Ivan Mladina                                            | 100 m pillangó         | 56,17    | 7.       | 50.      | kiesett  | kiesett  | kiesett  | kiesett | kiesett  |
| Lovrenco Franićević                                     | 200 m pillangó         | 2:04,35  | 6.       | 39.      | kiesett  | kiesett  | kiesett  | kiesett | kiesett  |
| Krešimir Čač                                            | 200 m vegyes           | 2:07,04  | 6.       | 36.      | kiesett  | kiesett  | kiesett  | kiesett | kiesett  |
| Sandro Tomaš                                            | 400 m vegyes           | 4:38,31  | 8.       | 42.      |          |          |          | kiesett | kiesett  |
| Duje Draganja Marijan Kanjer Alen Lončar Ivan Mladina   | 4 × 100 m gyorsváltó   | 3:24,96  | 5.       | 19.      |          |          |          | kiesett | kiesett  |
| Duje Draganja Goran Kožulj Miloš Milošević Vanja Rogulj | 4 × 100 m vegyes váltó | 3:42,73  | 5.       | 14.      |          |          |          | kiesett | kiesett  |

Női
| Versenyző          | Versenyszám    | Előfutam | Előfutam | Előfutam | Elődöntő | Elődöntő | Elődöntő | Döntő   | Döntő    |
| Versenyző          | Versenyszám    | Idő      | Hely.    | Össz.    | Idő      | Hely.    | Össz.    | Idő     | Helyezés |
| ------------------ | -------------- | -------- | -------- | -------- | -------- | -------- | -------- | ------- | -------- |
| Marijana Šurković  | 50 m gyors     | 27,32    | 4.       | 46.      | kiesett  | kiesett  | kiesett  | kiesett | kiesett  |
| Petra Banović      | 200 m gyors    | 2:08,30  | 5.       | 36.      | kiesett  | kiesett  | kiesett  | kiesett | kiesett  |
| Petra Banović      | 200 m hát      | 2:25,42  | 4.       | 34.      | kiesett  | kiesett  | kiesett  | kiesett | kiesett  |
| Smiljana Marinović | 100 m mell     | 1:13,49  | 6.       | 30.      | kiesett  | kiesett  | kiesett  | kiesett | kiesett  |
| Smiljana Marinović | 200 m vegyes   | 2:25,24  | 8.       | 33.      | kiesett  | kiesett  | kiesett  | kiesett | kiesett  |
| Tinka Dančević     | 200 m pillangó | 2:21,02  | 2.       | 34.      | kiesett  | kiesett  | kiesett  | kiesett | kiesett  |

* - egy másik versenyzővel azonos eredményt ért el

## Vitorlázás
Férfi
| Versenyző               | Versenyszám    | Futam  | Futam | Futam | Futam | Futam | Futam | Futam | Futam | Futam | Futam  | Futam | Pontszám | Helyezés |
| Versenyző               | Versenyszám    | 1      | 2     | 3     | 4     | 5     | 6     | 7     | 8     | 9     | 10     | 11    | Pontszám | Helyezés |
| ----------------------- | -------------- | ------ | ----- | ----- | ----- | ----- | ----- | ----- | ----- | ----- | ------ | ----- | -------- | -------- |
| Karlo Kuret             | Finn dingi     | 6      | 10    | (18)  | 9     | 8     | 14    | 2     | (16)  | 13    | 3      | 4     | 69,0     | 10.      |
| Toni Bulaja Ivan Bulaja | 470-es osztály | (30,0) | 19,0  | 18,0  | 19,0  | 11,0  | 19,0  | 22,0  | 21,0  | 16,0  | (27,0) | 17,0  | 162,0    | 24.      |

Nyílt
| Versenyző   | Versenyszám | Futam | Futam | Futam | Futam | Futam | Futam | Futam | Futam | Futam | Futam | Futam | Pontszám | Helyezés |
| Versenyző   | Versenyszám | 1     | 2     | 3     | 4     | 5     | 6     | 7     | 8     | 9     | 10    | 11    | Pontszám | Helyezés |
| ----------- | ----------- | ----- | ----- | ----- | ----- | ----- | ----- | ----- | ----- | ----- | ----- | ----- | -------- | -------- |
| Mate Arapov | Laser       | (44*) | (44*) | 44*   | 44*   | 44*   | 44*   | 44*   | 44*   | 44*   | 44*   | 44*   | 396      | 43.      |

* - nem ért célba

## Vízilabda

### Férfi
| Horvát férfi vízilabdacsapat-játékoskeret                                                                 | Horvát férfi vízilabdacsapat-játékoskeret                                                               |
| --- | --- |
| - Alen Bošković - Dubravko Šimenc - Elvis Fatović - Frano Vićan - Igor Hinić - Ivo Ivaniš - Mile Smodlaka | - Ognjen Kržić - Ratko Štritof - Samir Barač - Siniša Školneković - Višeslav Sarić - Vjekoslav Kobešćak |

#### Eredmények
Csoportkör
B csoport
| Csapat                 | M | Gy | D | V | G+ | G– | Gk  | P |
| ---------------------- | - | -- | - | - | -- | -- | --- | - |
| Jugoszlávia (YUG)      | 5 | 4  | 1 | 0 | 41 | 22 | +19 | 9 |
| Horvátország (CRO)     | 5 | 4  | 1 | 0 | 42 | 30 | +12 | 9 |
| Magyarország (HUN)     | 5 | 3  | 0 | 2 | 49 | 39 | +10 | 6 |
| Egyesült Államok (USA) | 5 | 2  | 0 | 3 | 42 | 39 | +3  | 4 |
| Hollandia (NED)        | 5 | 1  | 0 | 4 | 34 | 55 | –21 | 2 |
| Görögország (GRE)      | 5 | 0  | 0 | 5 | 22 | 45 | –23 | 0 |

| 2000. szeptember 23. 16:15 | Horvátország (CRO)   | 10–7 | Egyesült Államok (USA) | Játékvezetők: Peter Henry Kerr (AUS), Alexandre Galkine (RUS) |
| 2000. szeptember 23. 16:15 | (3–1, 4–1, 1–2, 2–3) |      |                        | Játékvezetők: Peter Henry Kerr (AUS), Alexandre Galkine (RUS) |
| 2000. szeptember 23. 16:15 | Hinić 3              |      | Vigo 3                 | Játékvezetők: Peter Henry Kerr (AUS), Alexandre Galkine (RUS) |

| 2000. szeptember 24. 19:15 | Görögország (GRE)    | 5–9 | Horvátország (CRO) | Játékvezetők: Gaetan Wilfrid Turcotte (CAN), Andrei Afanasiev (RUS) |
| 2000. szeptember 24. 19:15 | (2–3, 1–2, 1–1, 1–3) |     |                    | Játékvezetők: Gaetan Wilfrid Turcotte (CAN), Andrei Afanasiev (RUS) |
| 2000. szeptember 24. 19:15 | Thomákosz 2          |     | Kobešćak 3         | Játékvezetők: Gaetan Wilfrid Turcotte (CAN), Andrei Afanasiev (RUS) |

| 2000. szeptember 25. 14:30 | Horvátország (CRO)   | 8–7 | Magyarország (HUN) | Játékvezetők: Rolf Helmut Ludecke (GER), Vlastimil Kratochvil (SVK) |
| 2000. szeptember 25. 14:30 | (2–3, 1–1, 3–1, 2–2) |     |                    | Játékvezetők: Rolf Helmut Ludecke (GER), Vlastimil Kratochvil (SVK) |
| 2000. szeptember 25. 14:30 | három játékos 2      |     | Benedek, Fodor 2   | Játékvezetők: Rolf Helmut Ludecke (GER), Vlastimil Kratochvil (SVK) |

| 2000. szeptember 26. 19:15 | Horvátország (CRO)   | 4–4 | Jugoszlávia (SCG) | Játékvezetők: Renato Dani (ITA), Andrei Afanasiev (RUS) |
| 2000. szeptember 26. 19:15 | (1–2, 0–0, 2–1, 1–1) |     |                   | Játékvezetők: Renato Dani (ITA), Andrei Afanasiev (RUS) |
| 2000. szeptember 26. 19:15 | Šimenc 3             |     | Šapić 2           | Játékvezetők: Renato Dani (ITA), Andrei Afanasiev (RUS) |

| 2000. szeptember 27. 14:30 | Hollandia (NED)      | 7–11 | Horvátország (CRO) | Játékvezetők: Alan Balfanbayev (KAZ), Ian Alfred James Melliar (RSA) |
| 2000. szeptember 27. 14:30 | (1–1, 1–4, 3–3, 2–3) |      |                    | Játékvezetők: Alan Balfanbayev (KAZ), Ian Alfred James Melliar (RSA) |
| 2000. szeptember 27. 14:30 | van der Meer 5       |      | Šimenc 3           | Játékvezetők: Alan Balfanbayev (KAZ), Ian Alfred James Melliar (RSA) |

Negyeddöntő
| 2000. szeptember 29. 19:15 | Spanyolország (ESP)  | 9–8 | Horvátország (CRO) | Játékvezetők: Vladimir Prikhodko (KAZ), Patrick Clemencon (FRA) |
| 2000. szeptember 29. 19:15 | (1–1, 3–1, 2–3, 3–3) |     |                    | Játékvezetők: Vladimir Prikhodko (KAZ), Patrick Clemencon (FRA) |
| 2000. szeptember 29. 19:15 | három játékos 2      |     | Barač 2            | Játékvezetők: Vladimir Prikhodko (KAZ), Patrick Clemencon (FRA) |

Az 5–8. helyért
| 2000. szeptember 30. 19:00 | Egyesült Államok (USA)         | 9–8 (h. u.) | Horvátország (CRO) | Játékvezetők: Angel Moliner Molins (ESP), Patrick Clemencon (FRA) |
| 2000. szeptember 30. 19:00 | (1–0, 2–2, 2–2, 2–3, 1–0, 1–1) |             |                    | Játékvezetők: Angel Moliner Molins (ESP), Patrick Clemencon (FRA) |
| 2000. szeptember 30. 19:00 | Vigo, Humbert 3                |             | Hinić 3            | Játékvezetők: Angel Moliner Molins (ESP), Patrick Clemencon (FRA) |

A 7. helyért
| 2000. október 1. 11:30 | Horvátország (CRO)   | 10–8 | Ausztrália (AUS) | Játékvezetők: Gregory Boyer (USA), Gaetan Wilfrid Turcotte (CAN) |
| 2000. október 1. 11:30 | (2–2, 2–2, 4–2, 2–2) |      |                  | Játékvezetők: Gregory Boyer (USA), Gaetan Wilfrid Turcotte (CAN) |
| 2000. október 1. 11:30 | Smodlaka, Bošković 3 |      | Miller 3         | Játékvezetők: Gregory Boyer (USA), Gaetan Wilfrid Turcotte (CAN) |

| Csapat             | Helyezés |
| ------------------ | -------- |
| Horvátország (CRO) | 7.       |